# Museo nazionale danese
Il Museo nazionale danese è il più grande Museo di storia culturale della Danimarca. Si tratta di un centro di conservazione dedicato alla storia della civiltà danese messa a confronto con altre civiltà e si trova nel centro di Copenaghen.

## L'edificio
La sede del museo è un palazzo rococò, edificato nel 1743-44 da Nicolai Eigtved come abitazione di Federico V.

## Le collezioni
Al piano terra sono conservati reperti che vanno dalla Preistoria fino all'XI secolo. Affascinante è la sala delle rune, che riporta diverse pietre e monoliti con incisioni in alfabeto runico. Si prosegue con esposizioni di armi, monili, imbarcazioni, spaccati e ricostruzioni di villaggi. 
Al primo piano, invece, c'è la sezione dedicata al Medioevo-Rinascimento.
Al secondo piano si può visitare la sezione che copre il periodo che va dal '600 al 2000. Il percorso mostra ricostruzioni di stanze e case tipiche di ogni epoca, gli oggetti della vita quotidiana della gente comune, la storia dei grandi personaggi compresi vari sovrani, l'occupazione nazista durante la seconda guerra mondiale, il boom tecnologico. Si articola in sei sezioni.

### Preistoria danese

Animazione a 360° del Carro solare di Trundholm

La sezione sulla Preistoria è articolata in Mesolitico, Neolitico, Età del Bronzo, Età del Ferro ed Età vichinga.
Tra i pezzi esposti più noti figurano il Carro solare di Trundholm, il Calderone di Gundestrup, i resti della Ragazza di Egtved, l'idolo di Broddenbjerg, l'arco di Holmegaard, l'Epitaffio di Sicilo, i Corni d'oro di Gallehus e una ricca collezione di pietre runiche, tra cui la pietra runica di Snoldelev, la pietra runica di Tryggevælde e la pietra runica DR 216 di Tirsted.

### Medioevo danese
In Danimarca il Medioevo ha inizio con la trasformazione del paese in un Regno Cristiano (1000); il suo termine coincide con la Riforma Luterana (1536). I reperti esposti hanno a che fare in gran parte con la Chiesa, mentre è da segnalare la presenza di una sezione speciale sugli abitanti della Groenlandia.

### Rinascimento danese
La sezione riguardante il Rinascimento comprende il periodo che va dalla Riforma del 1536, con la quale la Chiesa danese divenne Protestante, fino all'introduzione della monarchia assoluta nel 1660. Gli oggetti che appartengono a questa sezione sono spesso rari o inusuali e venivano collezionati da privati con il gusto per l'esotico. Fanno parte dell'esposizione orologi, strumenti scientifici e tecnologici; parte di questi reperti proviene dalla collezione appartenuta al re.

### Dal 1660 al 2000
Questa parte del Museo riguarda la storia danese dalla monarchia assoluta del 1660, abolita dopo la morte di Cristiano VIII di Danimarca nel 1848, fino ai nostri giorni. L'esposizione è suddivisa in tre sezioni cronologiche: "Sotto la monarchia assoluta 1660-1848", "Popolo e Nazione 1848-1915", "Stato Sociale 1915-2000". Oltre 5000 oggetti esposti in 37 stanze mostrano come è cambiata la storia del paese negli ultimi 340 anni.

### Antichità classiche e del Vicino Oriente

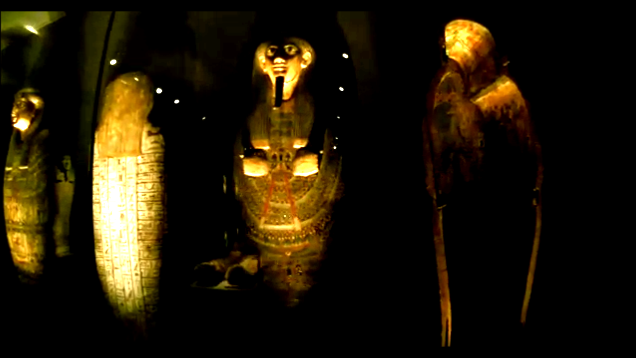
Mummie nel sotterraneo

I reperti che fanno parte di questa sezione sono originari di varie aree del Mediterraneo e del Vicino Oriente. Numerosi sono gli oggetti provenienti dall'Antico Egitto, tra cui alcune mummie con i relativi sarcofagi, stele dipinte, vasi canopi, amuleti, sculture e abiti. L'archeologia greca è rappresentata nel suo periodo più antico dalla scultura cicladica; completano la collezione numerosi vasi risalenti al periodo Miceneo, Geometrico, Arcaico ed Orientalizzante. Diversi manufatti provengono anche dall'Italia, in particolare dall'Etruria e dalle colonie della Magna Grecia. A questi si aggiungono reperti risalenti all'epoca romana quali mosaici, sculture, ritratti e sarcofagi. Infine, diversi manufatti da Iran, Iraq, Siria e Palestina costituiscono la sezione sull'archeologia del Vicino Oriente.

### Collezione etnografica
La collezione comprende manufatti provenienti da diversi paesi del mondo. Ci sono oggetti appartenenti alle civiltà precolombiane, sculture, abiti strumenti ed armi provenienti dall'Africa, artefatti da Cina, Giappone ed India, utensili per la pesca e la caccia e strumenti cerimoniali da varie isole dell'Oceania, manufatti appartenuti a diversi popoli dell'Artico. Non mancano oggetti legati all'Induismo ed al Buddismo

### Gabinetto numismatico
La collezione reale di monete e medaglie comprende oltre mezzo milione di oggetti; una selezione di questi reperti è esposta nelle sale 141-147 del Museo.

## Direttori
- Christian Jürgensen Thomsen (1825–1865)
- Jens Jacob Asmussen Worsaae (1866–1874)
- Christian Herbst (1874–1892)
- Sophus Müller (1892–1921)
- Mouritz Mackeprang (1922–1938)
- Poul Nørlund (1938–1951)
- Johannes Brøndsted (1951–1960)
- Peter Vilhelm Glob (1960–1981)
- Olaf Olsen (1981–1995)
- Steen Hvass (1996–2001)
- Carsten U. Larsen (2002–2008)
- Per Kristian Madsen (2008–2017)
- Rane Willerslev (2017–presente)

## Galleria d'immagini

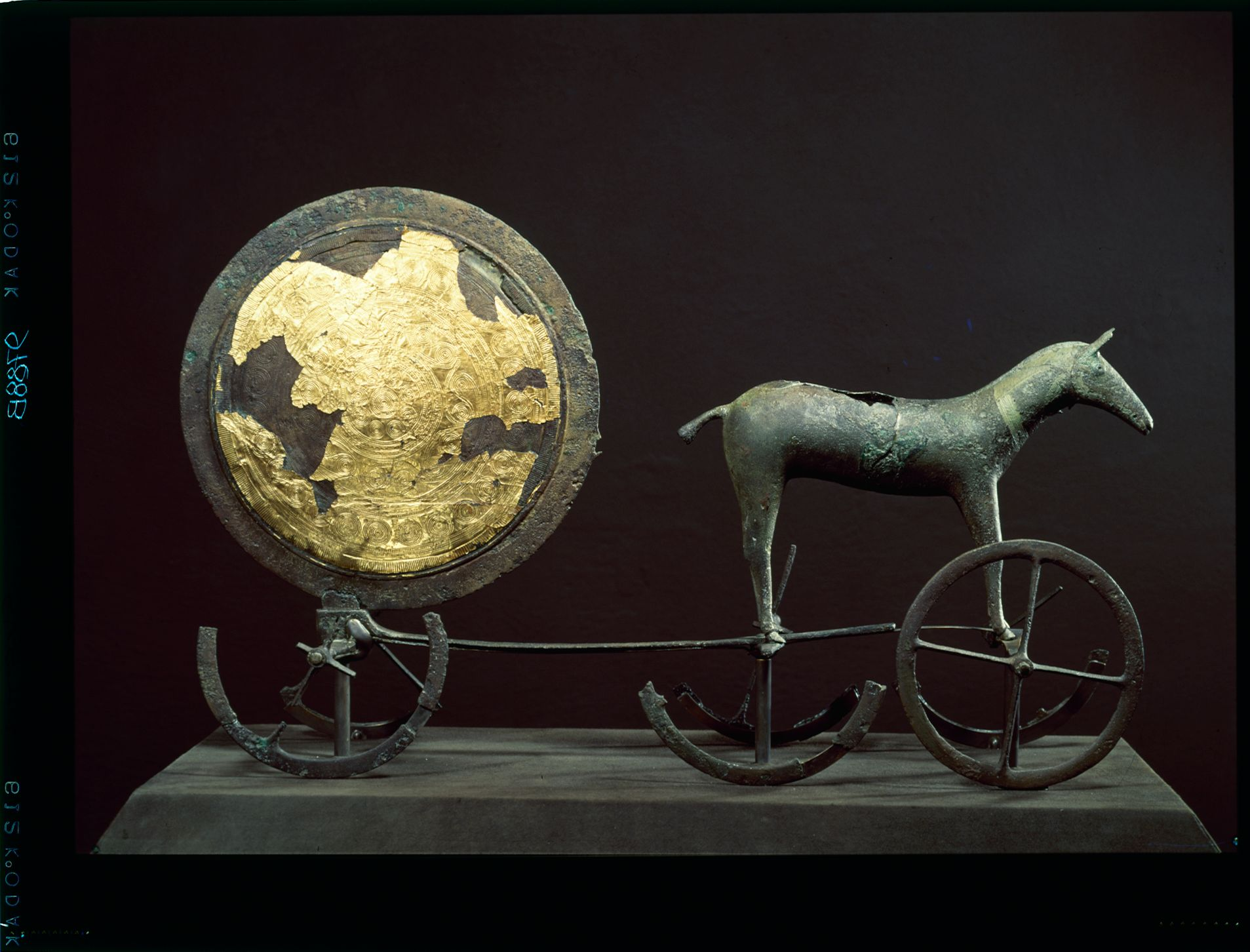
Il Carro solare di Trundholm
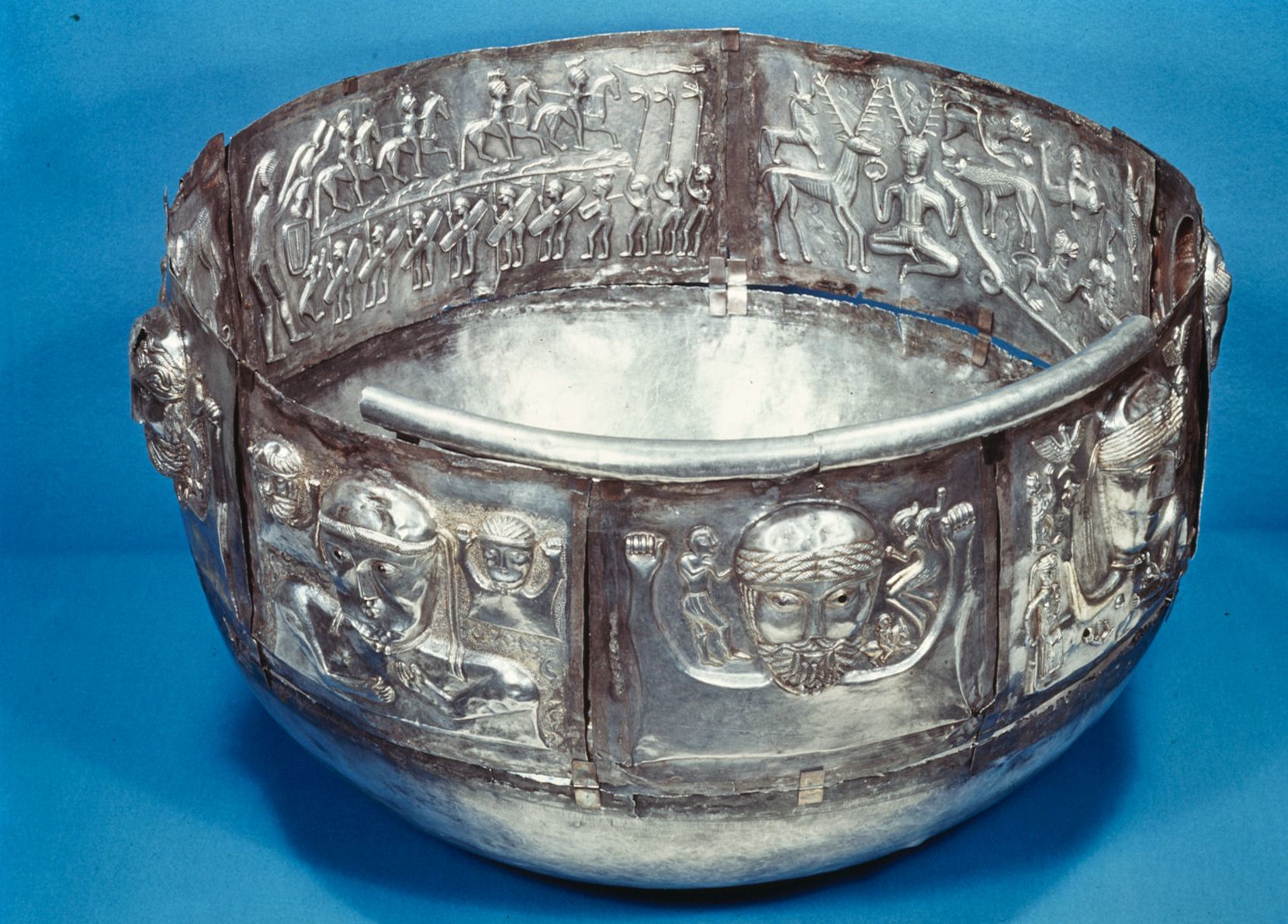
Il Calderone di Gundestrup
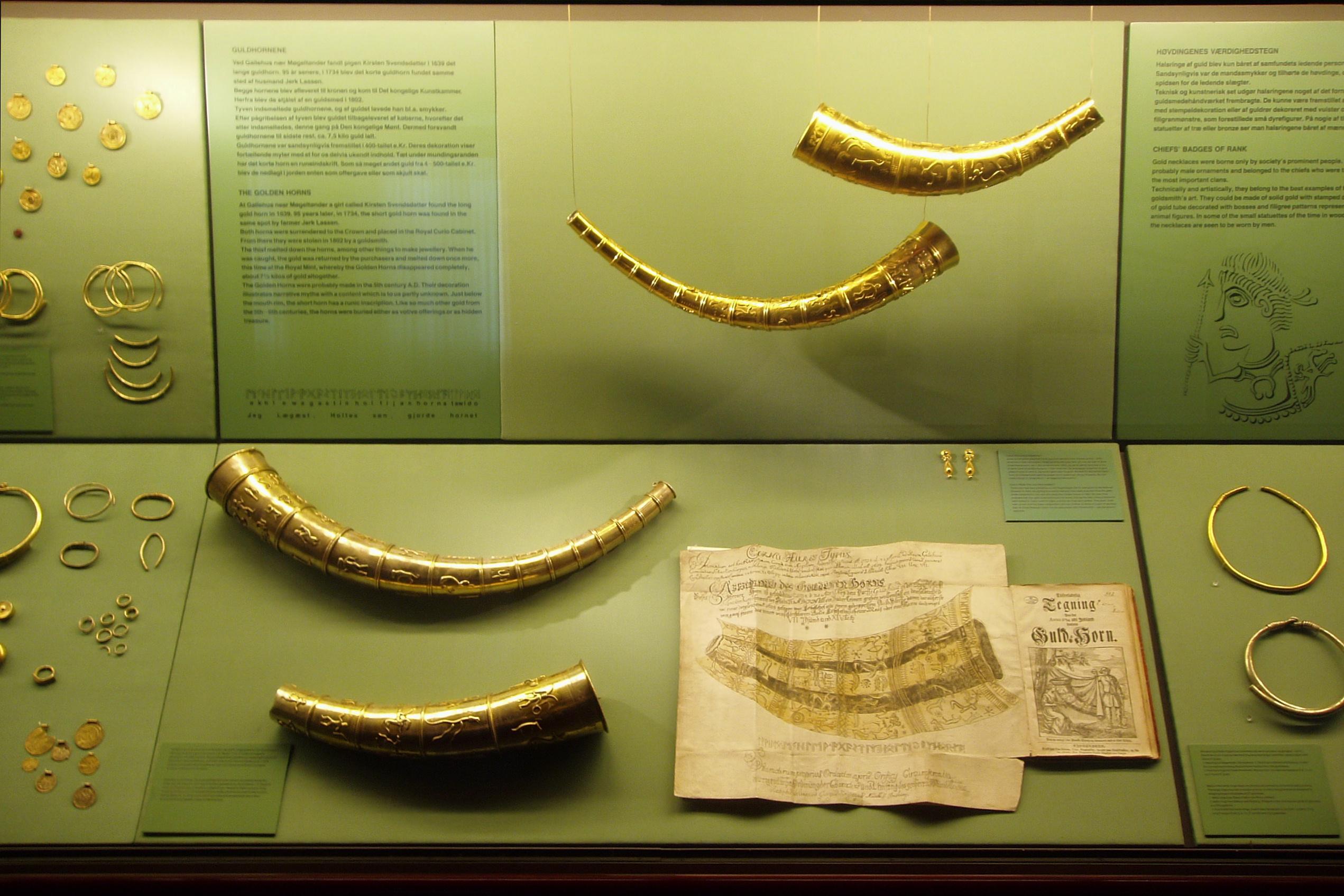
I Corni d'oro di Gallehus
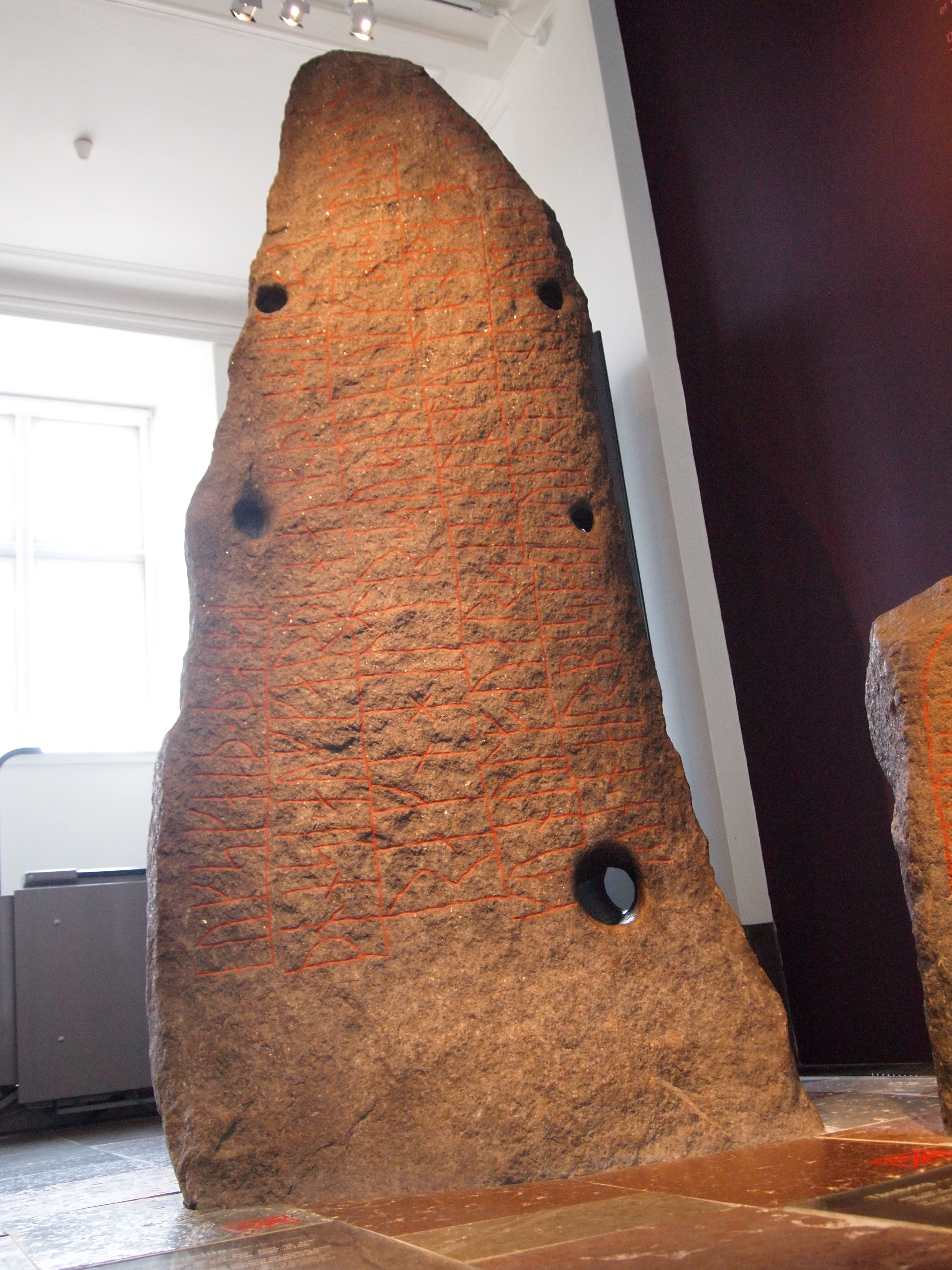
La pietra runica di Tryggevælde
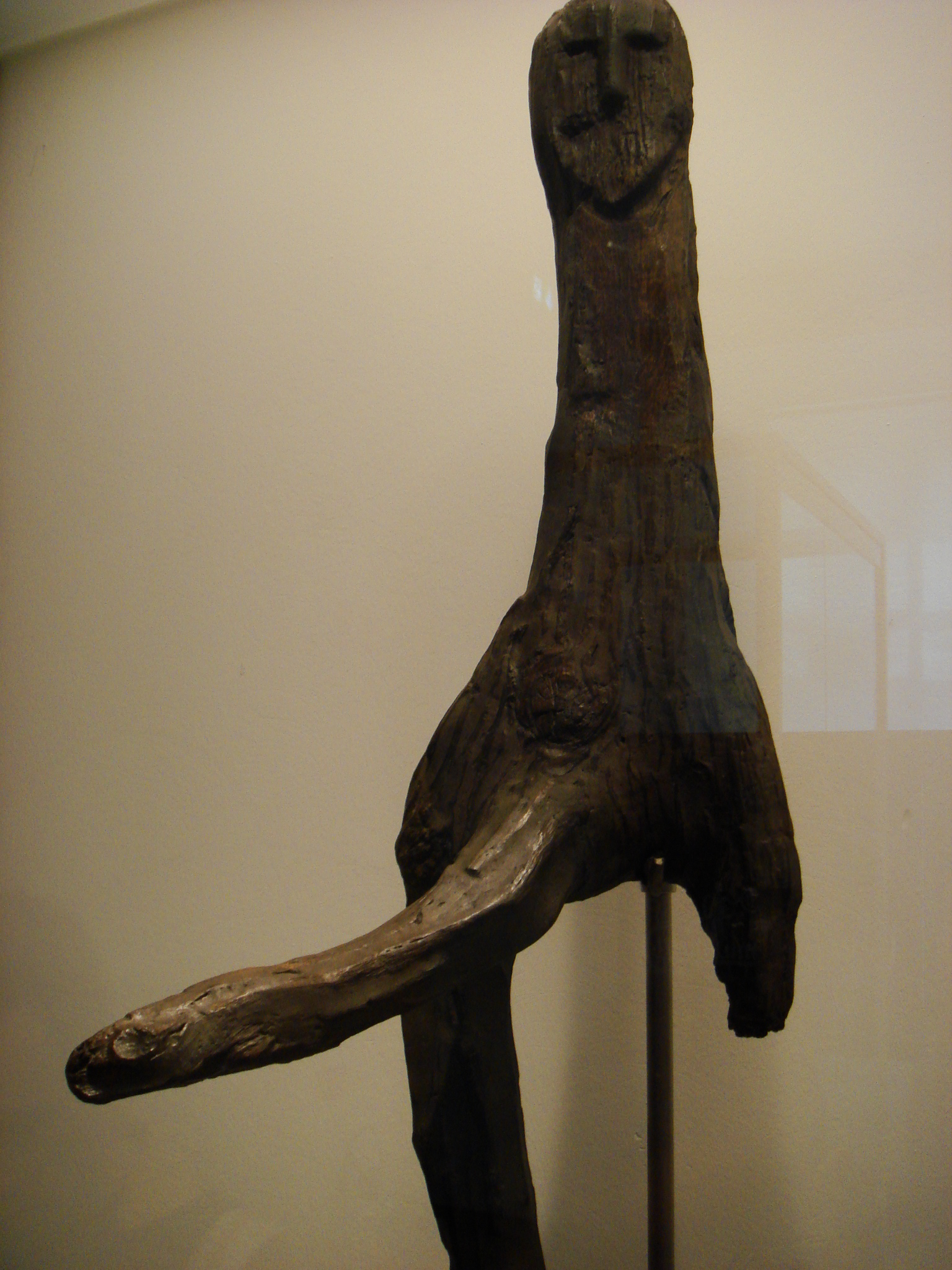
L'idolo di Broddenbjerg, figura maschile in legno di quercia (600 a.C.)
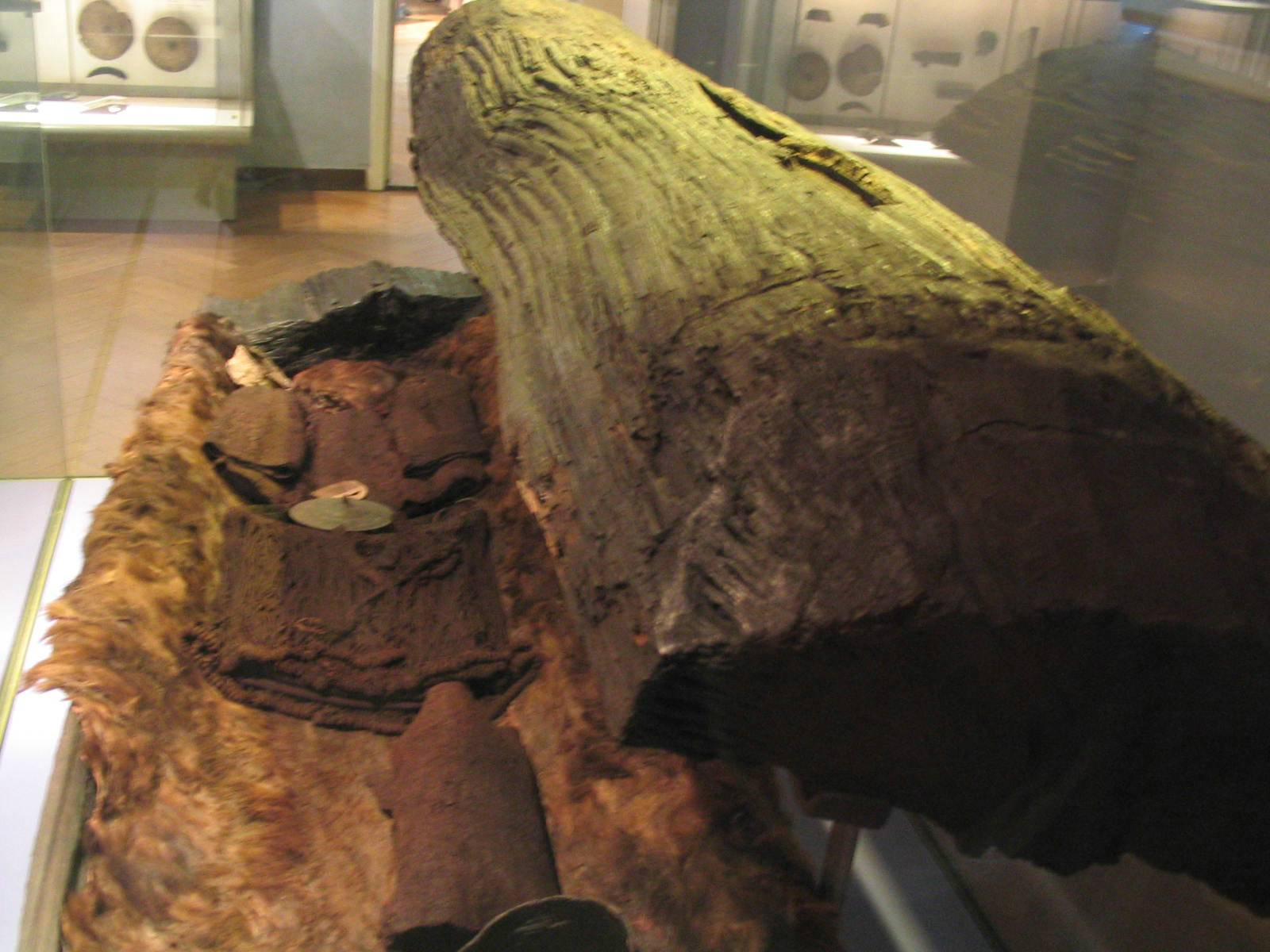
La Ragazza di Egtved
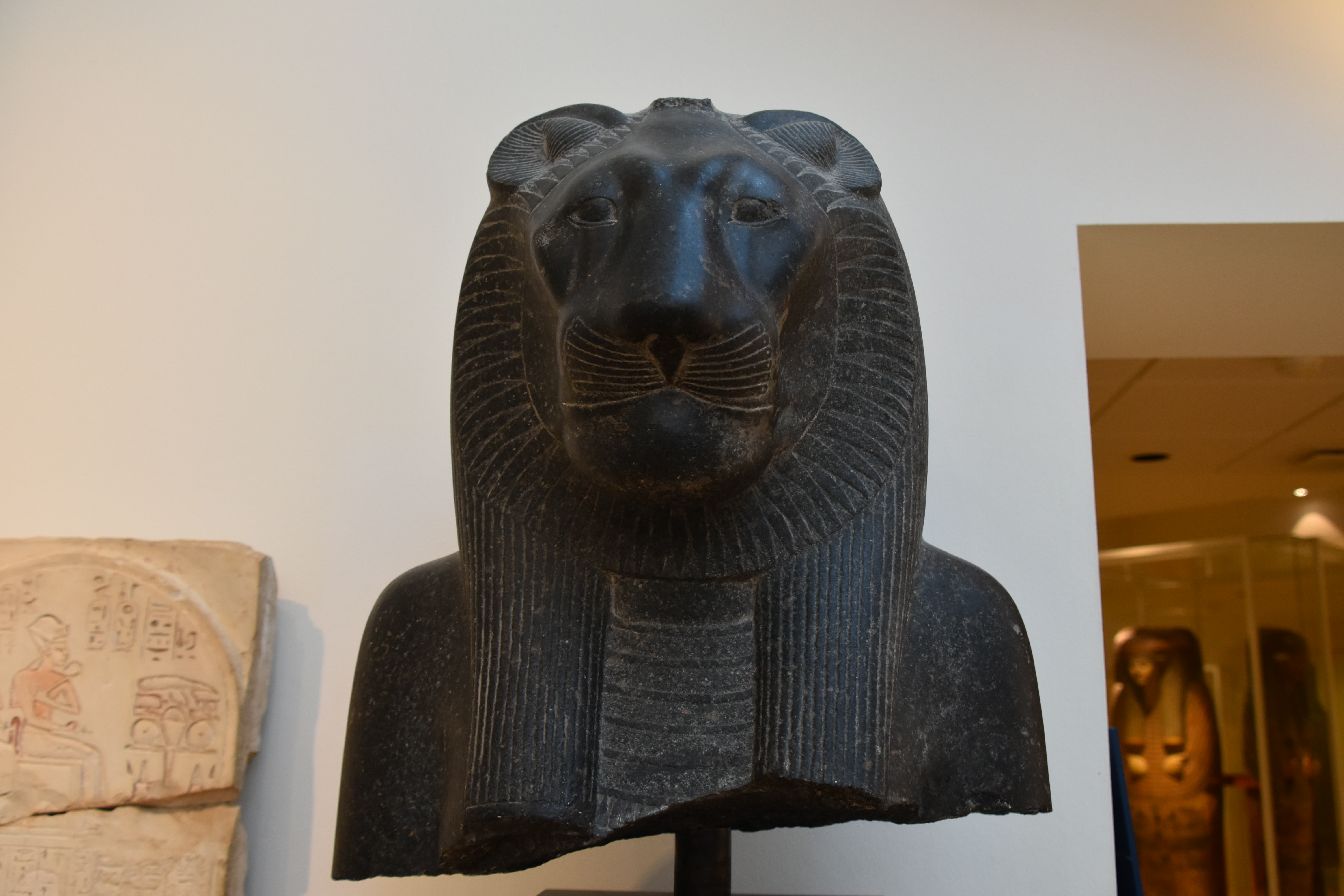
Il dio Sekhmet dal tempio di Mut a Luxor, Egitto
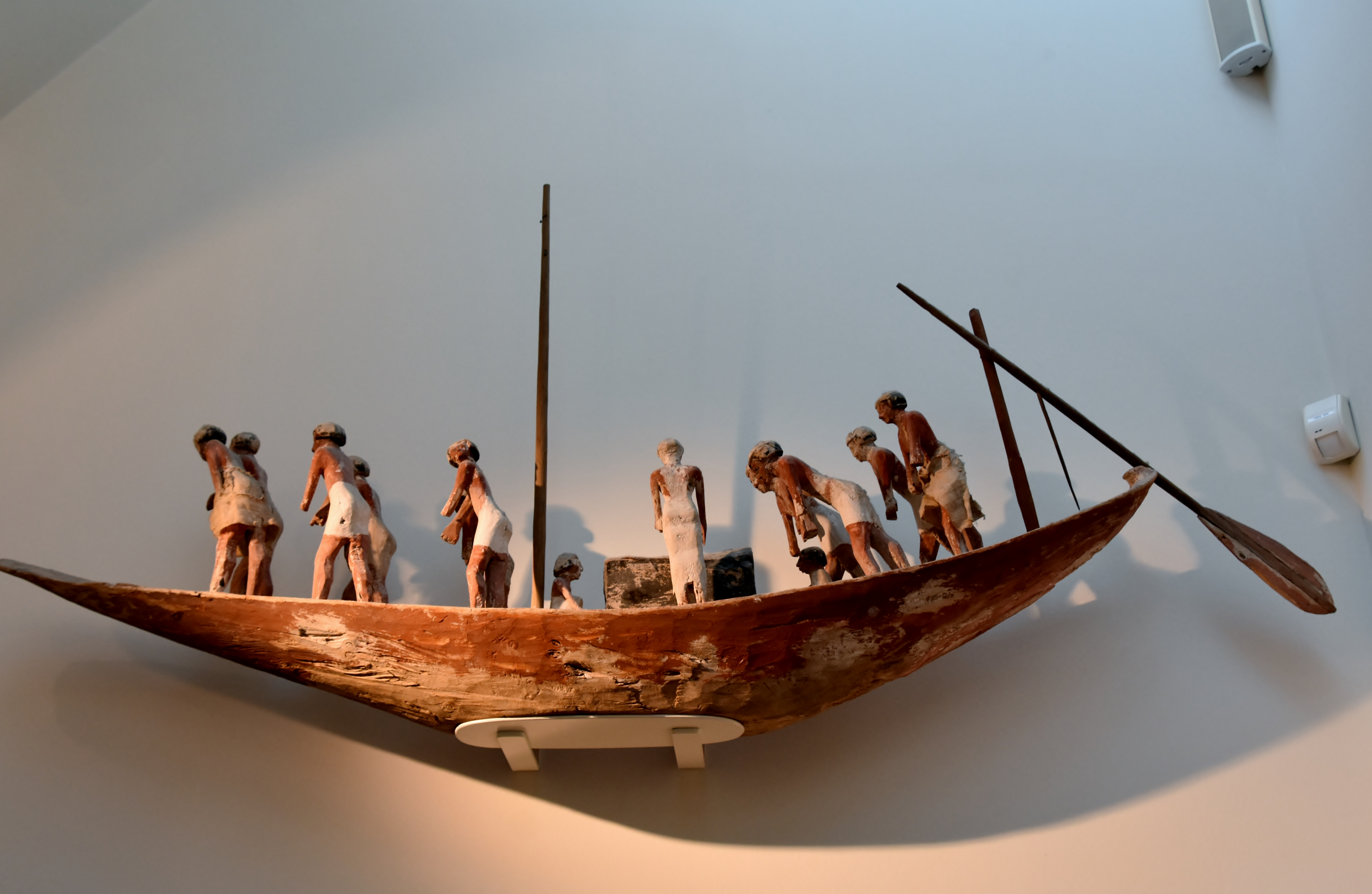
Modellino di barca dall'Egitto
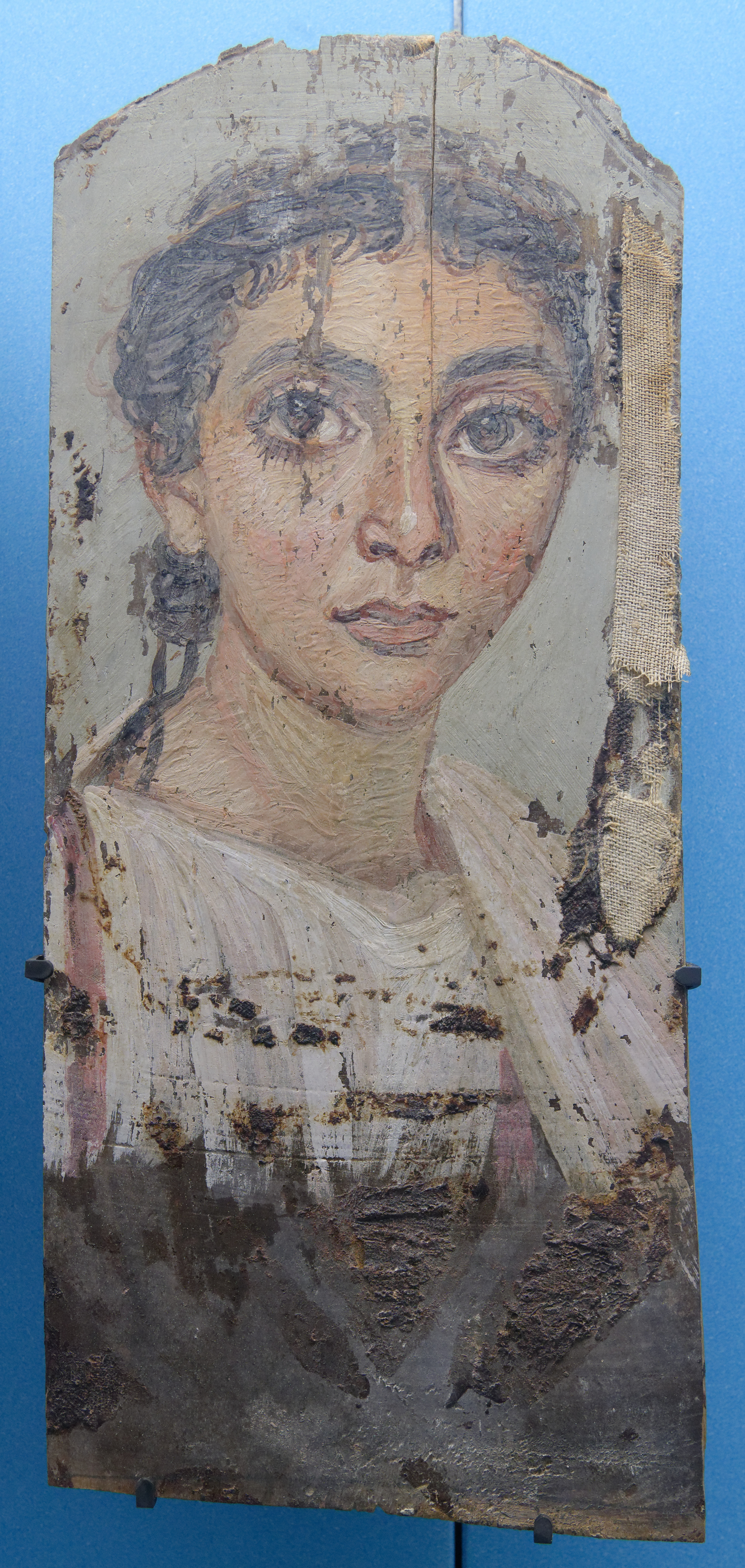
Ritratto di giovane donna da al-Fayyum, Egitto
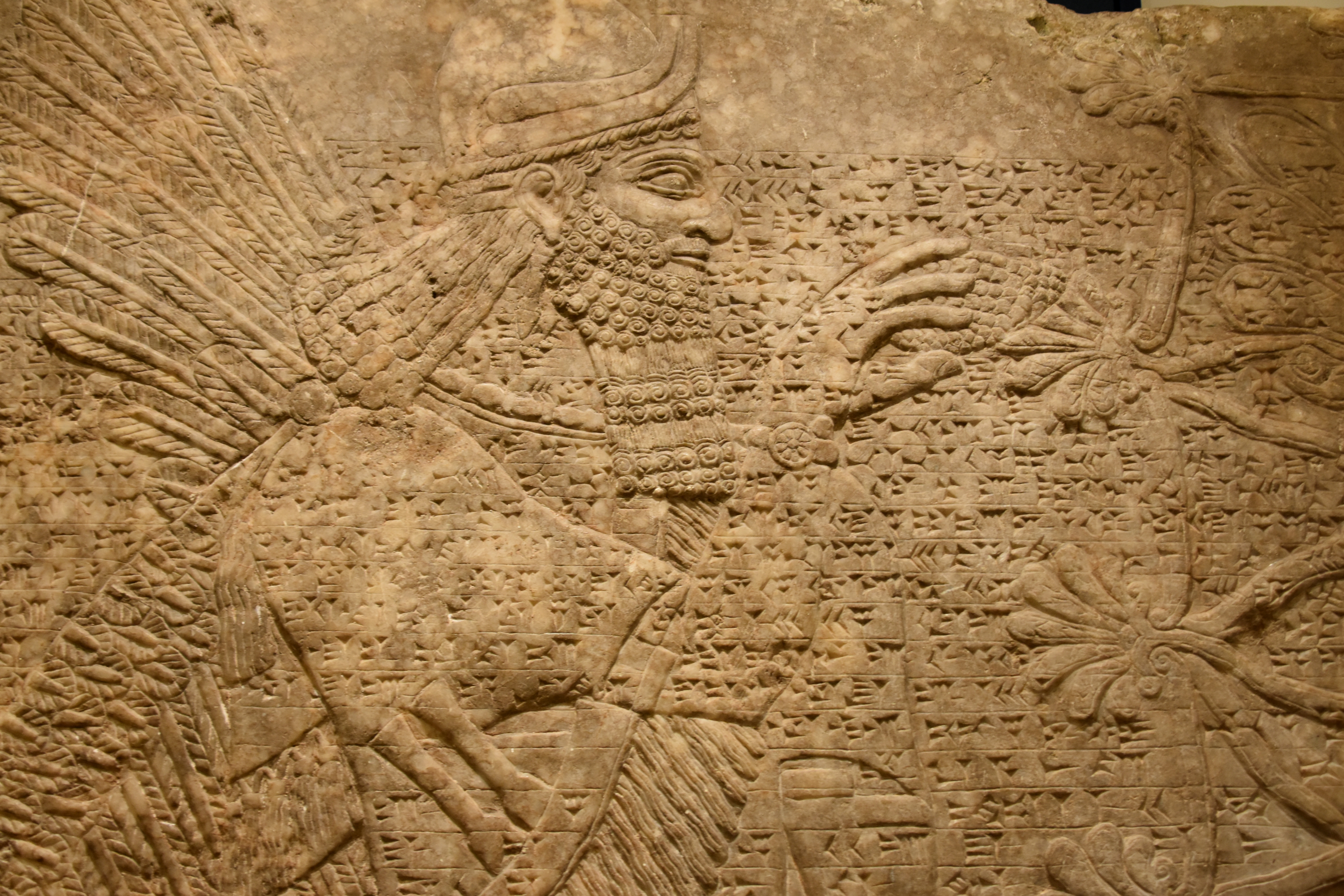
Rilievo dal palazzo di Assurnasirpal II a Nimrud, Iraq
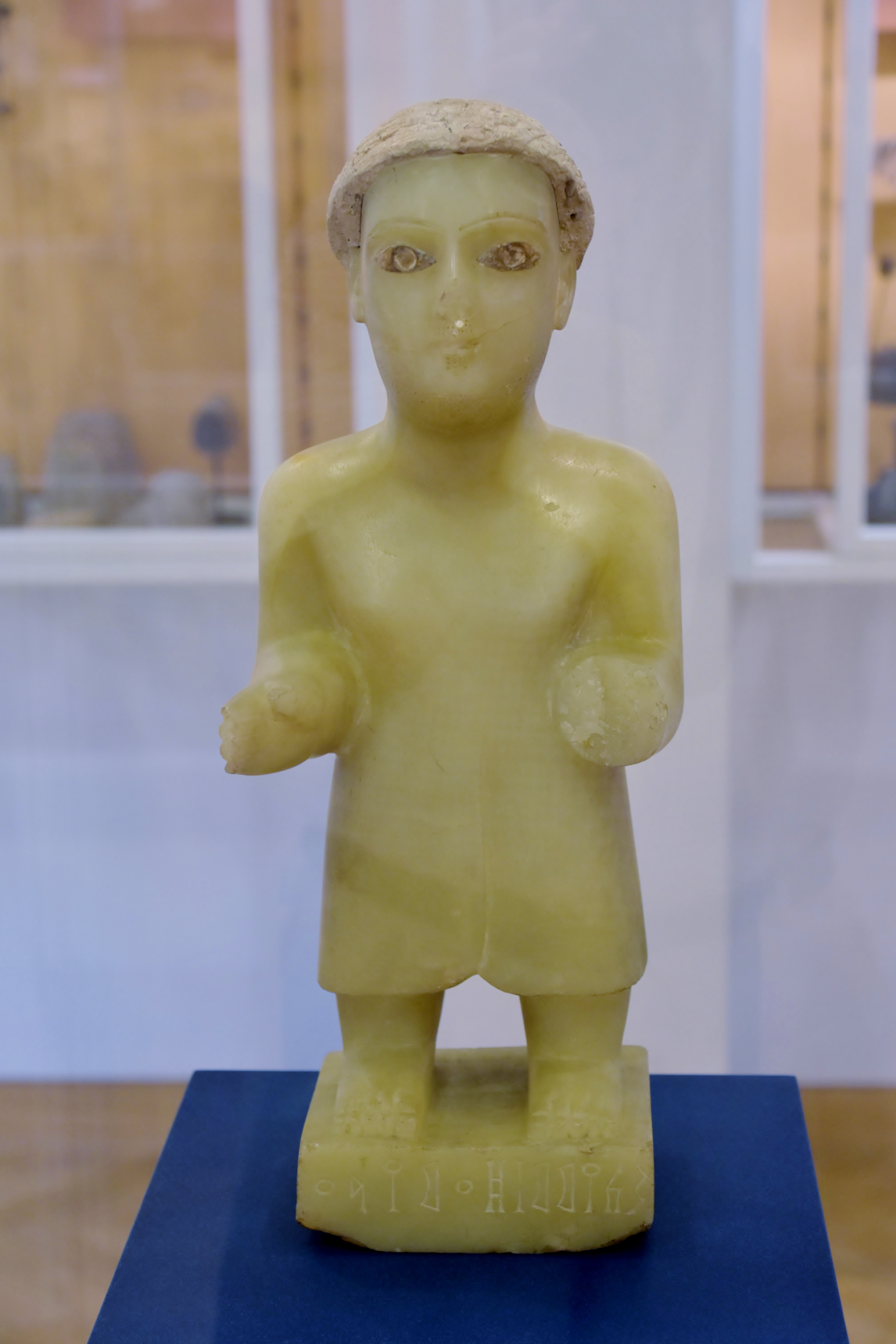
Statuetta maschile da Timna, Yemen
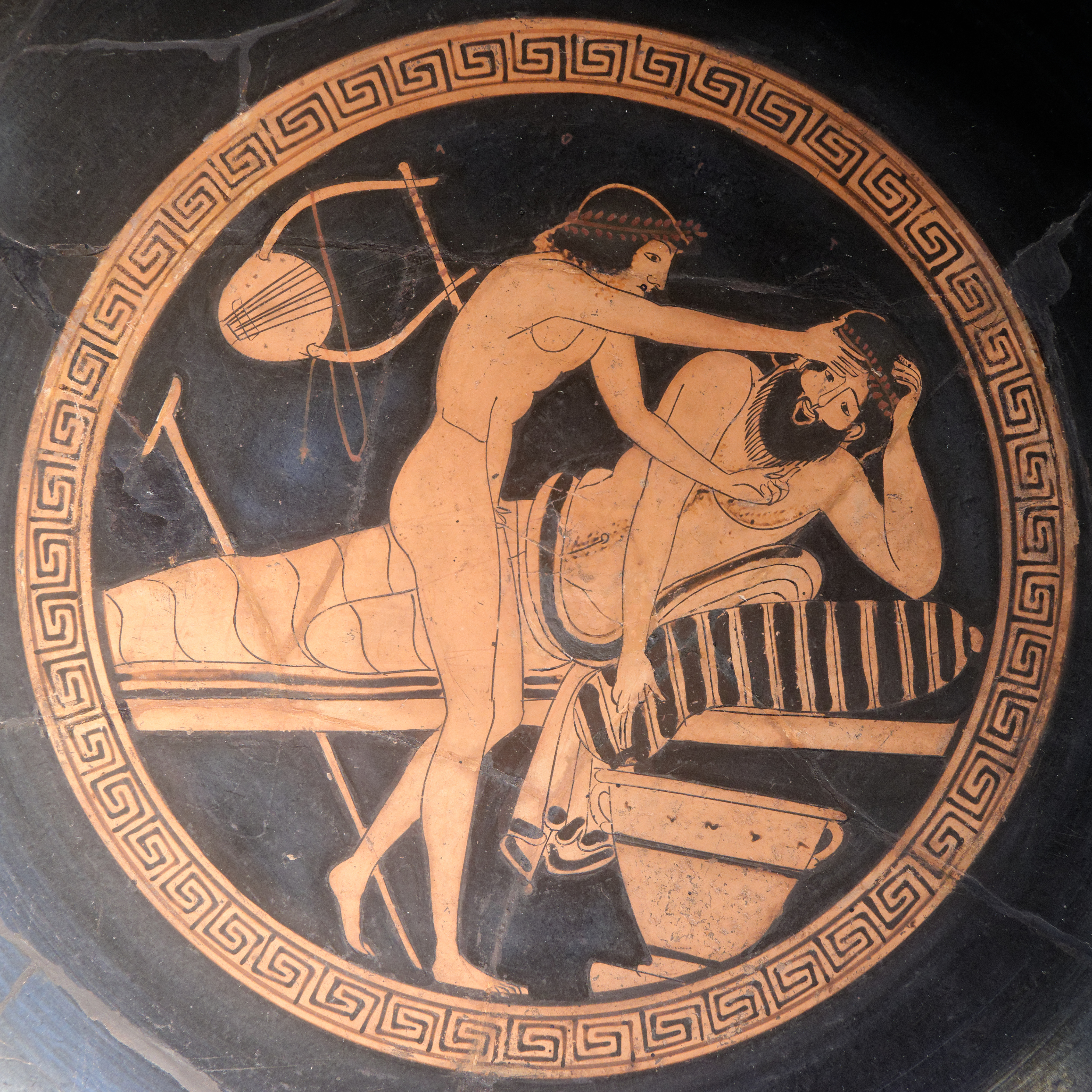
Kylix a figure rosse attribuita al Pittore di Brygos o al Pittore della Dokimasia, dall'Italia
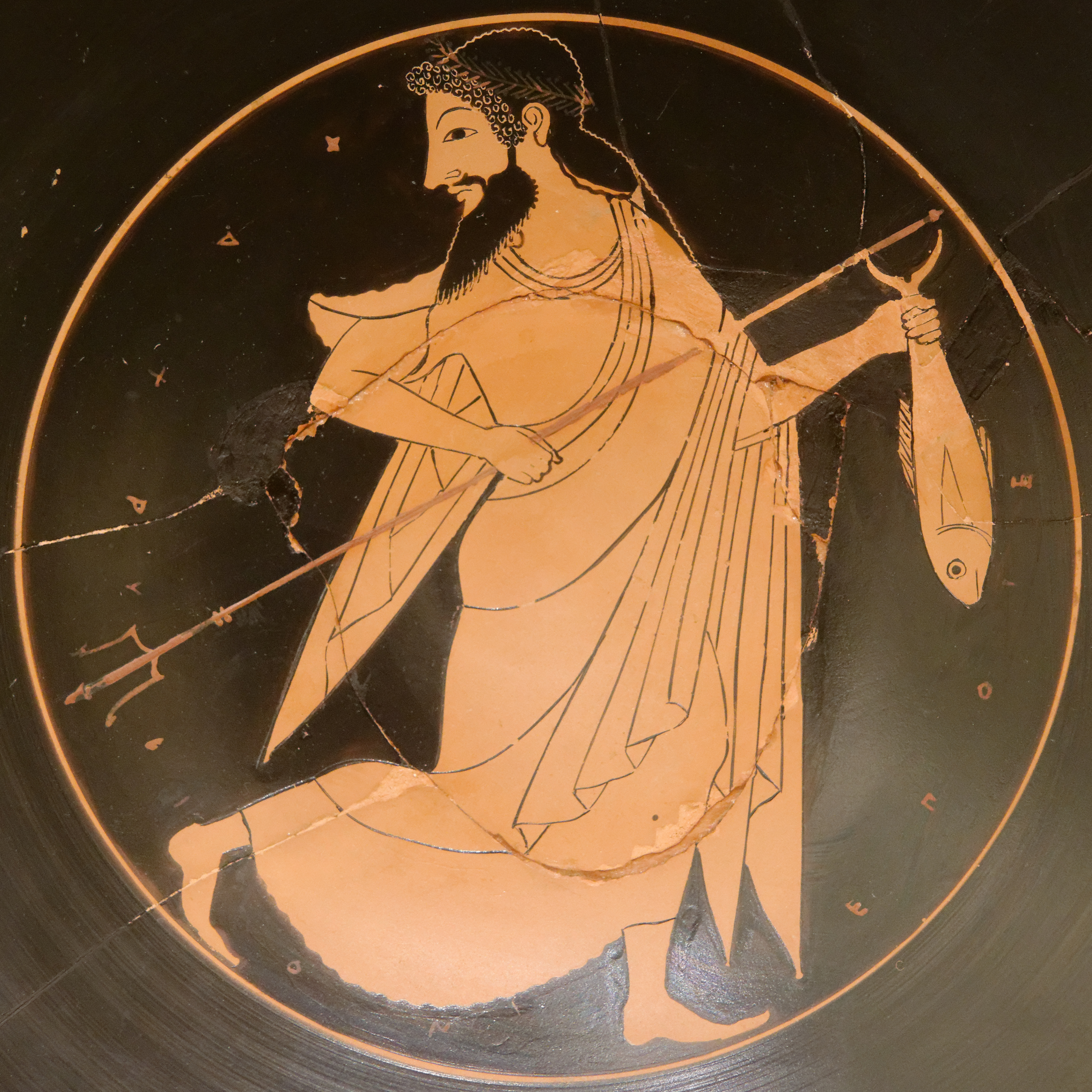
Kylix a figure rosse raffigurante Poseidone dall'Etruria, Italia
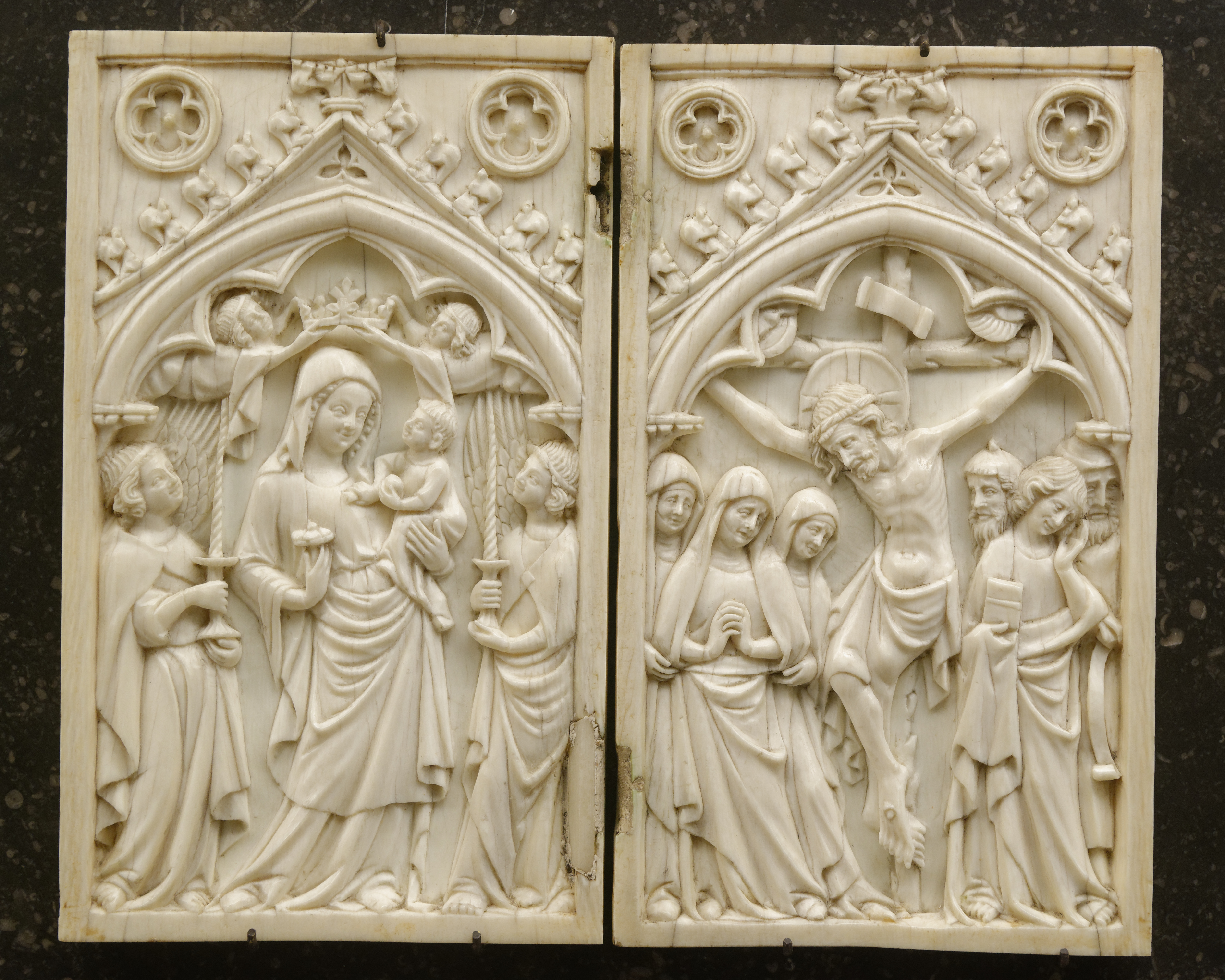
Coperchio in avorio di un altare portatile
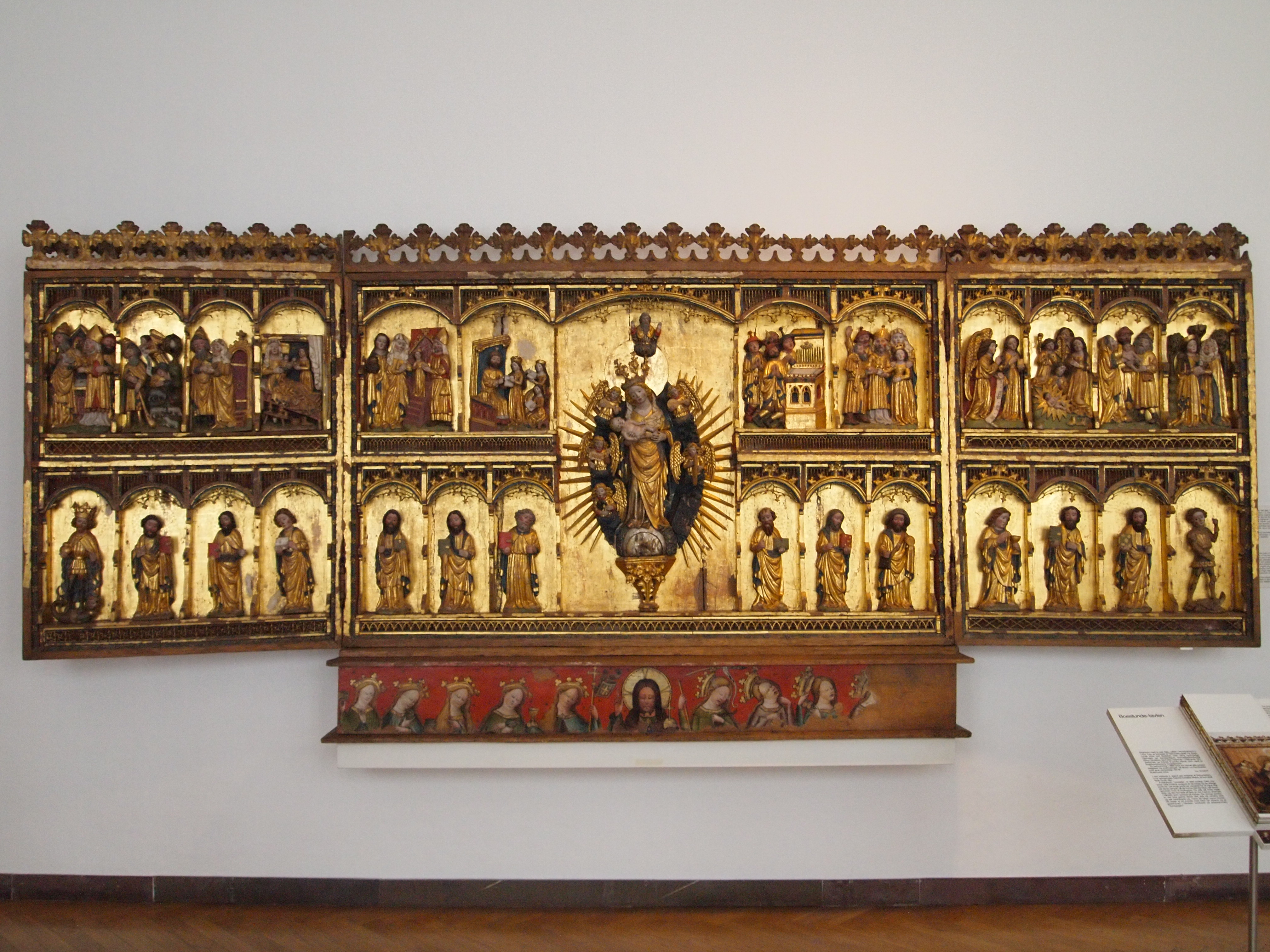
L'altare di Boeslunde
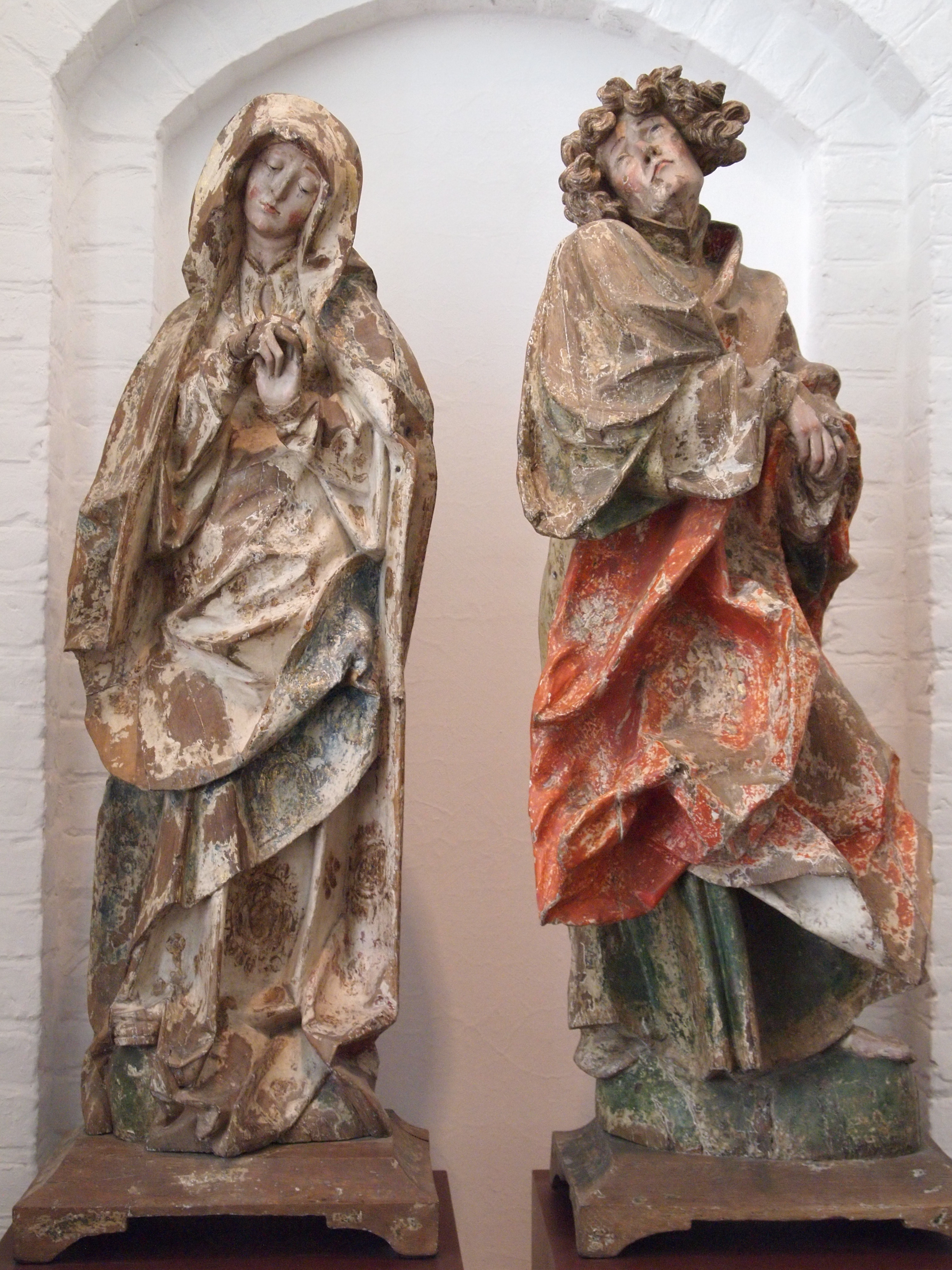
Statue in legno di Maria e Giovanni
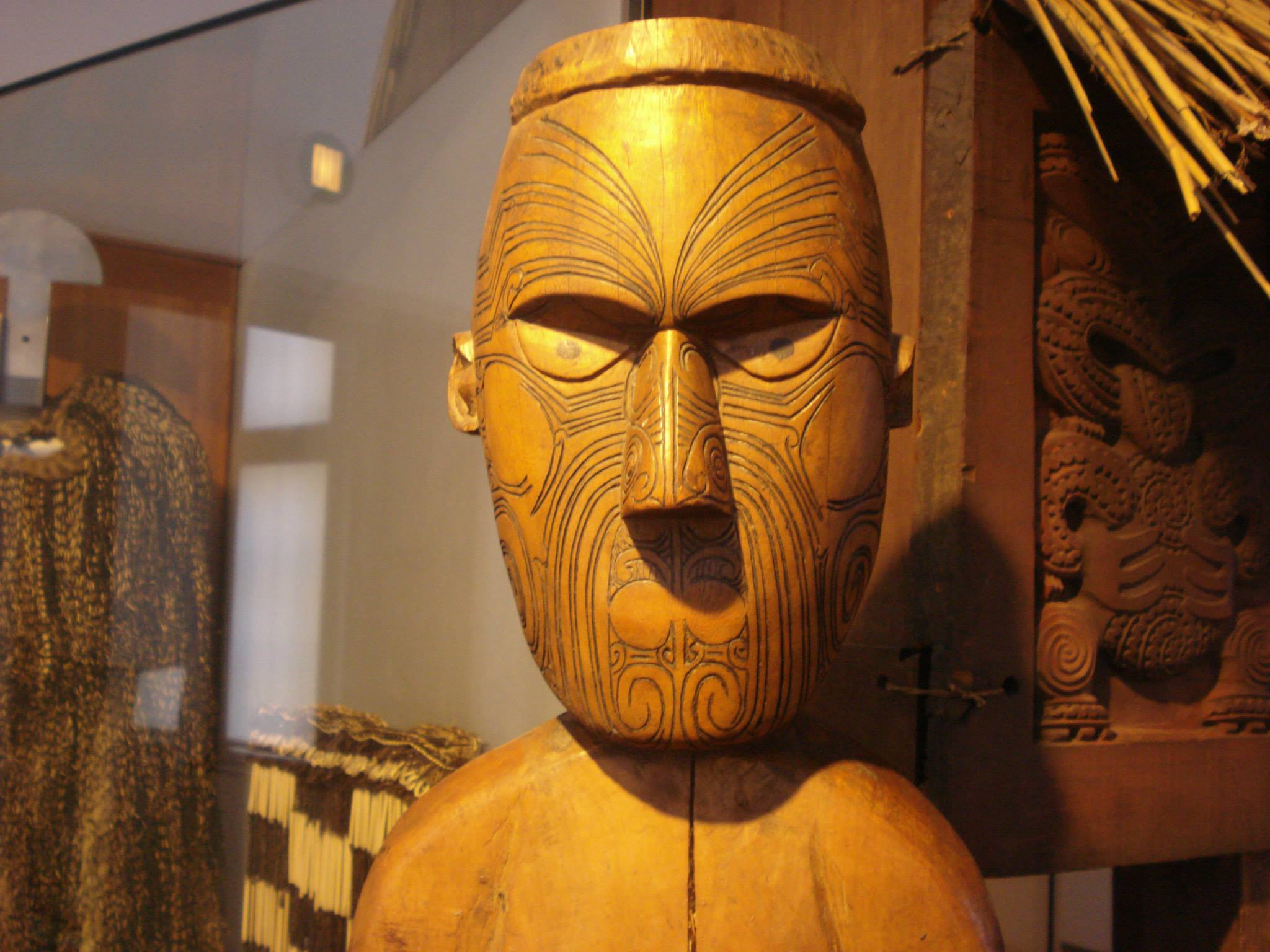
Maschera Maori dalla Nuova Zelanda
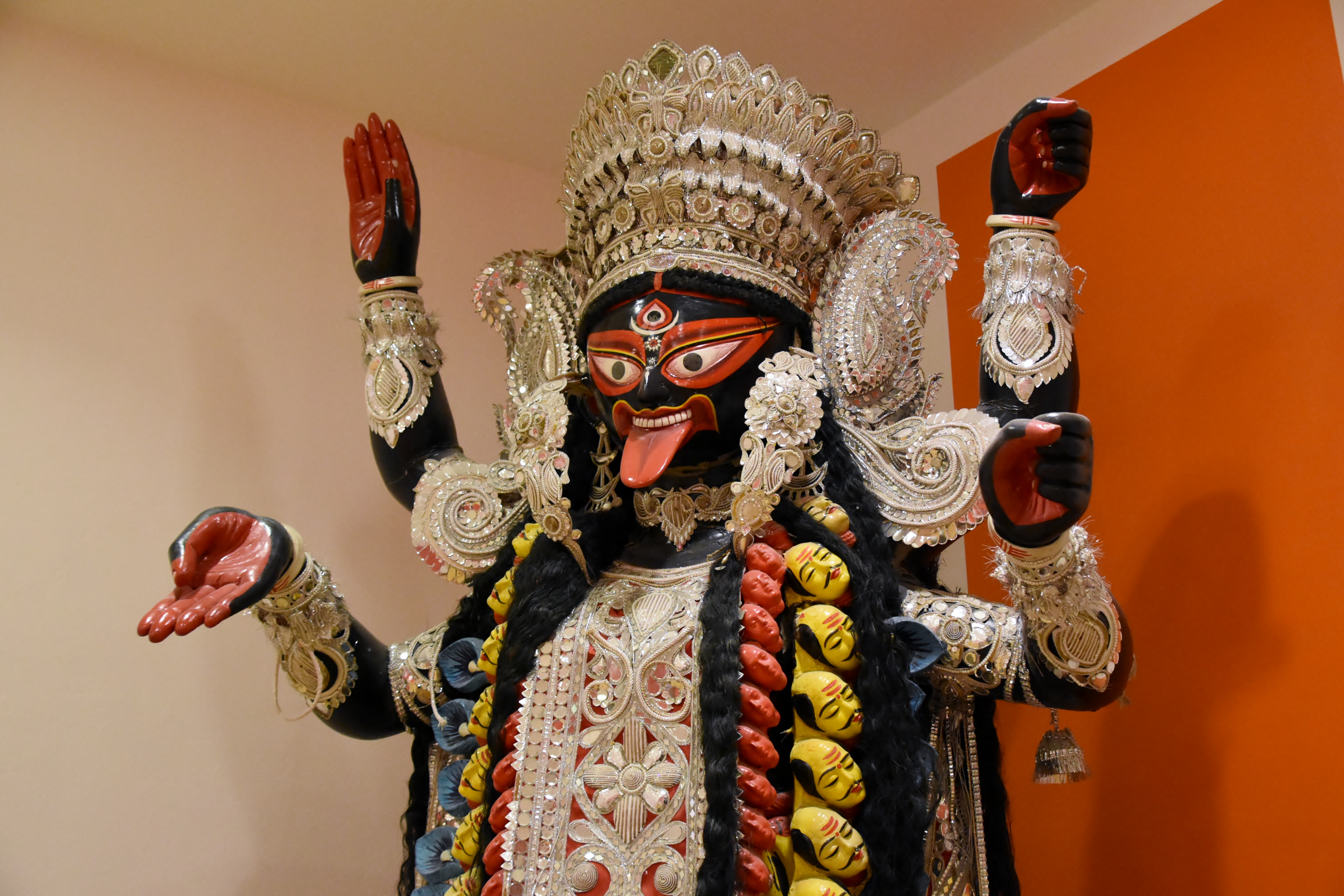
Statua della dea Kālī
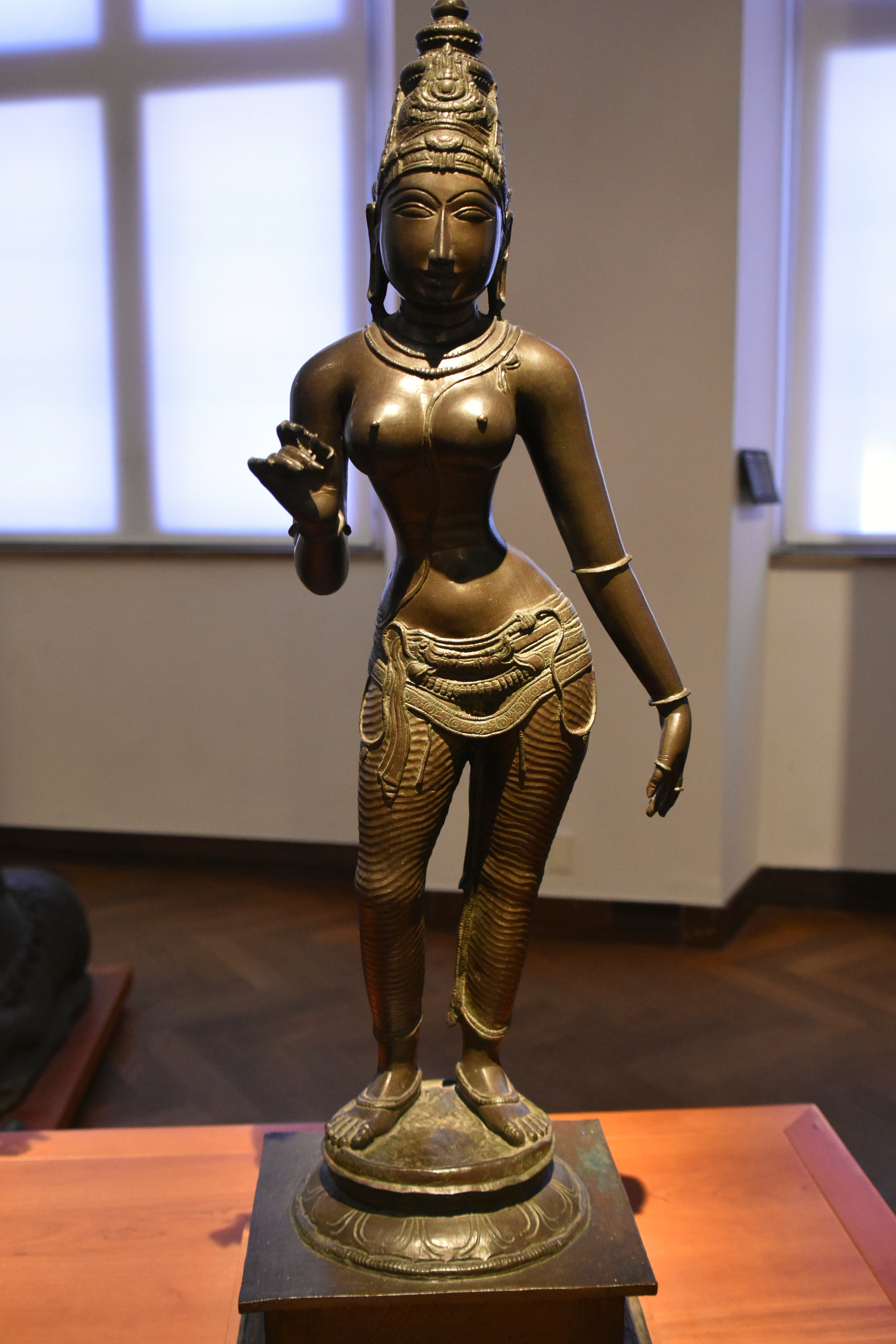
Statuetta della dea Parvati, dall'India
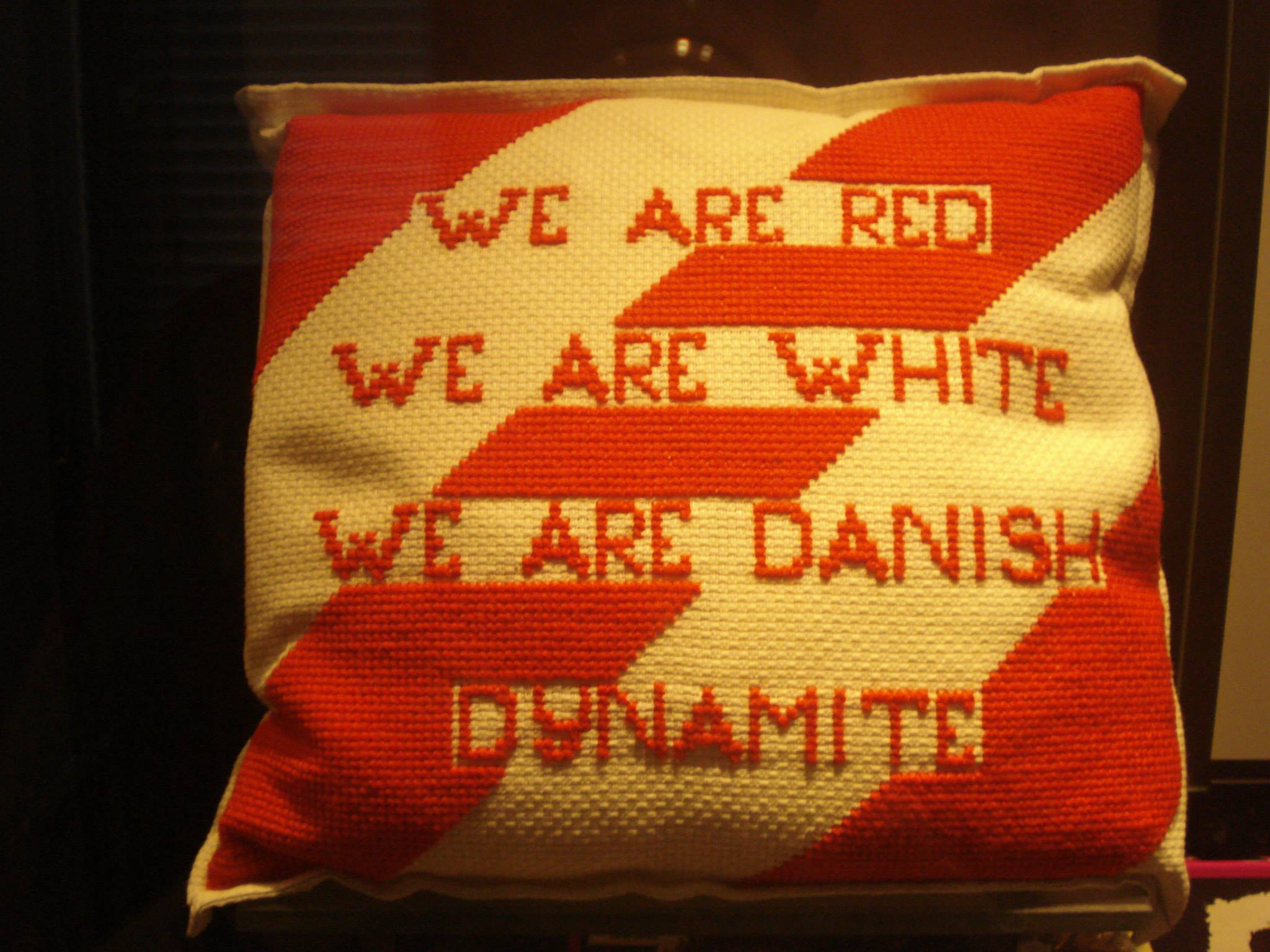
Manufatto dalla sezione sul Nazionalismo danese